# Ясько Станіслав Григорович
Станісла́в Григо́рович Ясько́ — старший сержант Збройних сил України, 55-та бригада.

## Життєпис
До війни працював директором на фірмі.
У квітні 2014 року зголосився добровольцем, дружині правди не казав — говорив, що на навчанні, на полігоні. Начальник радіорелейної станції взводу зв'язку окремої Запорізької 55-ї артилерійської бригади. У складі бригади вів бойові дії під Дяковим та Савур-могилою.
З-під Савур-могили 55-та та 79-та бригади виривалися з «Південного котла». 5 серпня зазнав множинних осколкових поранень у руку й ногу від мінометних мін при прориві з оточення, однак після надання першої медичної допомоги не покинув поле бою й далі виконував військові обов'язки. 7 серпня вояки вийшли з оточення.
Одружений, із дружиною виховують дітей 2006 та 2013 р. н.

### Нагороди
14 жовтня 2014 року — за особисту мужність і героїзм, виявлені у захисті державного суверенітету та територіальної цілісності України, вірність військовій присязі під час російсько-української війни, відзначений — нагороджений орденом «За мужність» III ступеня. Нагороду вручив Президент України Яську на Хортиці.